# STX 3500
STX 3500 bezeichnet einen Containerschiffstyp.

## Geschichte
Von dem Schiffstyp wurden je vier Einheiten für die Hamburger Reedereien Hansa Shipping und Reederei Nord gebaut. Die 2014 bestellten Schiffe wurden auf der südkoreanischen Werft STX Shipbuilding in Jinhae-gu gebaut und 2007 bzw. 2008 abgeliefert.
Die Schiffe von Hansa Shipping wurden 2017 verkauft. Reederei Nord verkaufte 2021 zwei der Schiffe an die Reederei CMA CGM.

## Beschreibung
Die Schiffe werden von einem Zweitakt-Neunzylinder-Dieselmotor des Motorenherstellers MAN (Typ: 9K80MC-C) mit 32.490 kW Leistung angetrieben. Der von STX Engine in Lizenz gebaute Motor wirkt auf einen Festpropeller. Die Schiffe sind mit einem elektrisch mit 1.400 kW Leistung angetriebenen Bugstrahlruder ausgestattet.
Für die Stromversorgung an Bord stehen vier von MAN-B&W-Dieselmotoren (Typ: 9L28/32H) mit jeweils 1.800 kW Leistung angetriebene Generatoren (Scheinleistung: 2.250 kVA) zur Verfügung. Weiterhin wurde ein von einem Cummins-Dieselmotor des Typs NT-855-D angetriebener Notgenerator (Scheinleistung: 225 kVA) verbaut.
Die Schiffe verfügen über sieben Laderäume. Die Laderäume sind mit Cellguides ausgestattet. Sie sind mit Pontonlukendeckeln verschlossen. Laderaum 1 bietet Platz für zwei 20-Fuß-Container, Laderäume 2 bis 7 bieten jeweils Platz für 4 20-Fuß-Container hintereinander. Die Schiffe verfügen über keine Krane für den Containerumschlag.
Das Deckshaus befindet sich im hinteren Drittel der Schiffe. Laderaum 1 bis 6 befinden sich vor, Laderaum 7 hinter dem Deckshaus. Hinter dem Deckshaus sind weitere Containerstellplätze an Deck vorhanden (2 × 20′ zwischen Deckshaus und Laderaum 7 und 2 × 20′ hinter Laderaum 7). An Deck können bis zu 13 Container nebeneinander und bis zu fünf Lagen übereinander geladen werden.
Die Containerkapazität der Schiffe beträgt 3.586 TEU, davon 1.433 TEU in den Laderäumen und 2.153 TEU an Deck. Bei homogener Beladung mit 14 t schweren Containern können 2.501 TEU geladen werden. Für Kühlcontainer stehen 500 Anschlüsse zur Verfügung, 200 in den Laderäumen und 300 an Deck. Hansa Shipping beschrieb die Schiffe mit einer Containerkapazität von 3.768 TEU mit 625 Anschlüssen für Kühlcontainer.

## Schiffe
| STX 3500   | STX 3500  | STX 3500   | STX 3500                                          | STX 3500 |
| Bauname    | Baunummer | IMO-Nummer | Kiellegung Stapellauf Ablieferung                 | Spätere Namen und Verbleib |
| ---------- | --------- | ---------- | ------------------------------------------------- | --- |
| HS Berlioz | 1201      | 9315343    | 27. Dezember 2006 4. März 2007 27. April 2007     | 2017: Dong Cheng Bi Hai, 2021: Celsius Brickell                                                                                          |
| HS Bizet   | 1202      | 9315355    | 29. Januar 2007 7. April 2007 5. Juni 2007        | 2014: ANL Bindaree, 2017: Dong Cheng Hao Hai, 2021: Celsius Boston, 2024: Boston                                                         |
| Nordspring | 1209      | 9321897    | 6. März 2007 11. Mai 2007 6. Juli 2007            | 2011: Spring R, 2012: MOL Spring, 2013: Spring R, 2017: Nordspring, 2021: AS Nadia, 2021: Nordspring, 2022: AS Nadia, 2024: MSC Nadia IV |
| Nordsummer | 1210      | 9321902    | 6. März 2007 11. Mai 2007 12. Juli 2007           | 2007: Orange River Bridge, 2011: MOL Summer, 2012: Summer E, 2017: Nordsummer, 2021: CMA CGM Iskenderun                                  |
| HS Bach    | 1213      | 9323015    | 8. April 2007 13. Juni 2007 24. August 2007       | 2017: Heng Hui 5 |
| HS Chopin  | 1214      | 9323027    | 12. Mai 2007 17. Juli 2007 2. Oktober 2007        | 2017: Majd |
| Nordautumn | 1217      | 9323039    | 20. Dezember 2007 14. Februar 2008 14. April 2008 | 2011: Autumn E, 2018: Nordautumn, 2021: CMA CGM Aliaga                                                                                   |
| Nordwinter | 1218      | 9323041    | 18. März 2008 20. Mai 2008 25. Juli 2008          | 2011: Winter D, 2012: MOL Winter, 2013: Winter D, 2014: ANL Barega, 2018: Nordwinter, 2022: MSC Anusha III                               |